# Michel Strauss
Pour les articles homonymes, voir Strauss.
Michel Strauss est un violoncelliste français né en 1951 à Paris.

## Biographie
Michel Strauss s'est formé en France dans les classes de Paul Tortelier et Maurice Gendron et à l'Université Yale auprès du violoncelliste Aldo Parisot. Premier violoncelle solo du Nouvel Orchestre philharmonique de Radio France de 1980 à 1990, il est titulaire de la classe de violoncelle au Conservatoire national supérieur de musique et de danse de Paris depuis 1987. Il enseigne également aux Pays-Bas et participe comme juré à plusieurs concours internationaux.
Il a travaillé avec quelques-uns des plus importants créateurs actuels : Luciano Berio, Maurice Béjart, Pierre Boulez, Henri Dutilleux, Krzysztof Penderecki ou Philippe Hersant, et plusieurs compositions lui sont dédiées. Il s'est aussi tourné vers le cinéma avec Jean-Luc Godard, et vers le théâtre musical à Avignon.
En musique de chambre, il a été le partenaire de nombreux artistes, dont Henriette Puig-Roget, Tibor Varga, Georges Pludermacher, Gérard Jarry, Aldo Parisot, Serge Collot, Maria Belooussova, Jean-Claude Pennetier, Gérard Caussé, Bruno Pasquier et le légendaire Sándor Végh.
Michel Strauss fonde le festival Musique de chambre à Giverny, dont il est directeur artistique, qui reçoit de nombreux chambristes, dont Vladimir Mendelssohn, Philippe Berrod, Joseph Silverstein, Jean-Claude Vanden Eynden ou Gil Sharon.
Il enseigne le violoncelle au Conservatoire National Supérieur de Musique de Paris depuis 1987.

## Discographie
- Schubert Arpeggione et Schumann : Pièces pour violoncelle et piano avec Maria Belooussova. Collection "Musique de chambre à Giverny", Hybrid'music H1817 (janvier 2010[1])

- Fauré, Debussy, Massenet, De Falla, Cassado, Chausson, Janacek et Caplet : "Un tas de petites choses" avec Maria Belooussova. Collection " Musique de Chambre en Normandie", Soupir éditions (février 2015).